# 側斑亮花鱂
側斑亮花鱂，為輻鰭魚綱鯉齒目鯉齒亞目花鳉科的其中一種，分布於南美洲巴拉圭巴拉那河流域，體長可達1.8公分，屬雜食性，生活習性不明。

## 擴展閱讀
維基物種上的相關：側斑亮花鱂